# Rapotín
Rapotín (in tedesco Reitendorf) è un comune della Repubblica Ceca facente parte del distretto di Šumperk, nella regione di Olomouc.